# آری (بازیکن فوتبال، زاده ۱۹۸۵)
آریکیلنز دا سیلوا فریرا (پرتغالی: Ariclenes da Silva Ferreira؛ زادهٔ ۱۱ دسامبر ۱۹۸۵) بازیکن فوتبال در پست مهاجم اهل برزیل است

## باشگاهی
از باشگاه‌هایی که در آن بازی کرده‌است می‌توان به فورتالزا, ای‌زی, اسپارتاک مسکو, کراسنودار و لوکوموتیو مسکو اشاره کرد. 